# Croglin

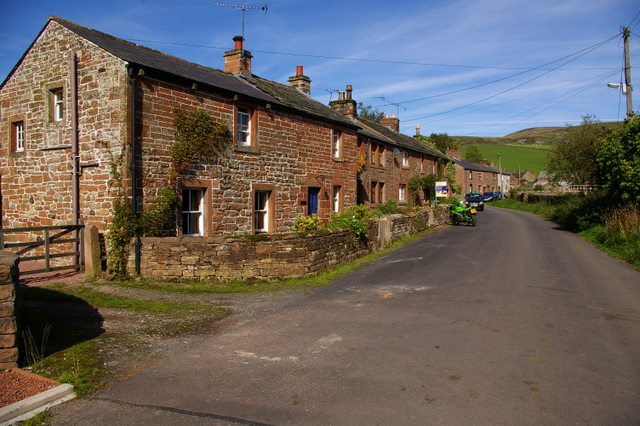
Croglin

Croglin is een dorp, beek en landgoed in het Engelse graafschap Cumbria. Het telde 198 inwoners in 1931.
Croglin is gelegen tussen het Penninisch Gebergte en de rivier Eden, ongeveer 22 km zuid-oost van Carlisle. Het omliggende landelijk gebied is in gebruik voor veeteelt, vooral schapenhouderij. De beek Croglin Water stroomt richting de Eden.

## Geschiedenis

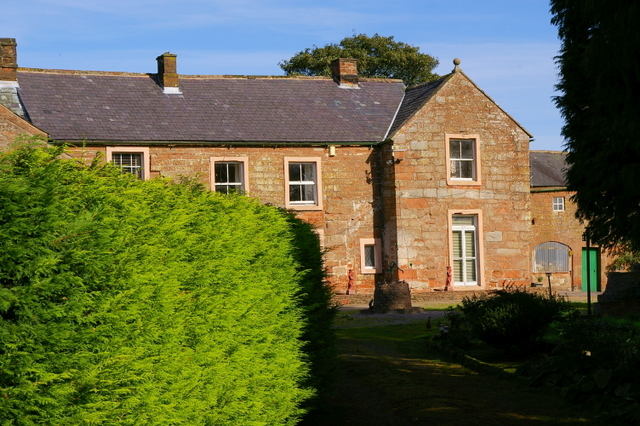
The Old Pele

De nederzetting bestond mogelijk ooit uit twee afzonderlijke gehuchten. Al in de Vikingtijd was er een kerk. Het huidige godshuis stamt uit 1878 en werd ontworpen door architect J. Hewison uit Edinburgh, het is gewijd aan Johannes de Doper. Het postkantoor in het dorp is anno 2014 twee ochtenden per week open. De plaatselijke pub is vernoemd naar Robin Hood.
Bendes van Border Reivers overvielen geholpen door de nabijheid van de Schots/Engelse grens gedurende de 15e eeuw meerdere malen het dorp. Van Peel tower, de verdedigingstoren waarin men zich in geval van nood kon terugtrekken, staat nog een deel overeind. The Old Pele was later lang in gebruik als de pastorie van Croglin.

## Economie
Croglin Toys, een speelgoedfabriek, was hier gevestigd maar verhuisde later naar het nabijgelegen Lazonby. Een kaasmakerij in de omgeving maakt een kaassoort uit ooienmelk, Croglin kaas genaamd.

## Etymologie
'Croglin' is volgens Ekwall
samengesteld uit Middelengels 'crōk', 'bocht' via Oudnoors 'krókr' en Oudengels 'hlynn', 'stroom'. "
Mogelijk verwijzend naar de positie bij een bocht in het riviertje